# Порост
Порост (пол. Porost) — село в Польщі, у гміні Боболиці Кошалінського повіту Західнопоморського воєводства.
Населення — 459 осіб (2011).

## Демографія
Демографічна структура станом на 31 березня 2011 року:
|          | Загалом | Допрацездатний вік | Працездатний вік | Постпрацездатний вік |
| -------- | ------- | ------------------ | ---------------- | -------------------- |
| Чоловіки | 242     | 47                 | 172              | 23                   |
| Жінки    | 217     | 43                 | 125              | 49                   |
| Разом    | 459     | 90                 | 297              | 72                   |